# Holger Seebach
Holger Seebach (né le 17 mars 1922 à Aarhus au Danemark et mort le 30 août 2011 à Odense) est un joueur de football international danois, qui évoluait au poste d'attaquant.

## Biographie

### Carrière en sélection
Avec l'équipe du Danemark, il joue 17 matchs (pour 9 buts inscrits) entre 1947 et 1953.
Il figure notamment dans le groupe des sélectionnés lors des JO de 1948 et de 1952. Il joue un total de 5 matchs lors des Jeux olympiques.
Il inscrit un doublé face à l'Islande en match amical lors de sa toute dernière sélection.

## Palmarès
Danemark
- Jeux olympiques :
  -  Bronze : 1948.